# 唐纳德·尼科尔
唐纳德·麦吉利夫雷·尼科尔（英语：Donald MacGillivray Nicol，1923年2月4日—2003年9月5日），是一位英国拜占庭学学者，也是英国国家学术院院士（FBA）与皇家爱尔兰学院院士（MRIA）。

## 生平
尼科尔生于英格兰汉普郡朴茨茅斯，出身于一个苏格兰教会牧师家庭，在国王爱德华八世学校和圣保罗中学接受了古典教育，1941年登记为良心拒服兵役者，1942-1946年在伙伴救援单位中服役，1944-45年，他首次拜访希腊王国 ，参观了约阿尼纳和迈泰奥拉的修道院。
他随后在剑桥大学获得了第一个古典学学位，之后于1949-50年返回希腊，参加雅典英国学会的活动，在此期间，他参观了阿索斯山，在希利安达里乌修道院度过1949年复活节，并再次访问迈泰奥拉。1950年，他与琼·玛丽·坎贝尔（Joan Mary Campbell）结婚，后生有三子。1952年，他在剑桥大学彭布罗克学院完成了关于伊庇鲁斯专制国的博士论文，后成为他的第一本专著《伊庇鲁斯专制国》（The Despotate of Epiros），他的导师是史蒂文·朗西曼，二人建立了终身的友谊，共同参加伦敦雅典娜俱乐部。
完成博士学位后，他的第一份学术工作是在都柏林大学担任古典文学讲师（1952-1964年），1964-66年，在敦巴顿橡树园担任客座研究员，1966-70年在爱丁堡大学担任拜占庭历史高级讲师（Senior Lecturer）与准教授（Reader）。1970年，他得到了伦敦国王学院的科莱斯现代希腊与拜占庭历史、语言、文学教授席位，一直任职到1988年。1977-80年，担任伦敦国王学院校长助理，80-81年担任副校长。1973-1980年间，他一直是期刊《拜占庭与现代希腊研究》的编辑；1975-76年，他还担任教会历史学会会长，1989-1992年，担任雅典根纳迪乌斯图书馆（Γεννάδειος Βιβλιοθήκη）馆长。
1960年，他成为皇家爱尔兰学院院士，1981年成为英国国家学术院院士。因为他在中世纪伊庇鲁斯历史研究中做出的贡献，希腊阿尔塔（伊庇鲁斯专制国的都城）于1990年授予他荣誉市民称号。1997年，约阿尼纳大学授予他荣誉博士学位。2003年，他在剑桥去世。

## 著作
- Nicol, Donald M.  1. Oxford: Blackwell. 1957.
  - Nicol, Donald M.  2. expanded. Cambridge University Press. 1984 [1957]  [2021-03-18]. ISBN 9780521261906. （原始内容存档于2016-06-10）.
- , London: Variorum Reprints, 1972, ISBN 0-902089-35-8
- , London: Chapman & Hall, 1963. Revised edition:  , London: Variorum Reprints, 1975, ISBN 0-902089-73-0
- , Washington DC: Dumbarton Oaks, 1968
- Nicol, Donald M.  1. London: Rupert Hart-Davis. 1972  [2021-03-18]. ISBN 9780246105592. （原始内容存档于2021-05-15）.
  - Nicol, Donald M.  2. Cambridge University Press. 1993 [1972]  [2021-03-18]. ISBN 9780521439916. （原始内容存档于2019-03-30）.
- , Hodder Arnold, 1979, ISBN 0-7131-6250-3
- , Cambridge University Press, 1979, ISBN 0-521-07167-4
- , Cambridge University Press, 1988, ISBN 978-0-521-34157-8
- , American School of Classical Studies at Athens, 1990
- , London: Seaby, 1991, ISBN 1-85264-048-0
- , Cambridge University Press, 1991, ISBN 0-521-89409-3
- , Cambridge University Press, 1996  [2021-03-18], ISBN 978-0-521-57623-9, （原始内容存档于2014-01-01）
- , Cambridge University Press, 1996  [2021-03-18], ISBN 978-0-521-52201-4, （原始内容存档于2020-01-24）
- Nicol, Donald M. (编), , Cambridge University Press, 1997  [2021-03-18], ISBN 0-521-58510-4, （原始内容存档于2021-05-15）

## 脚注
1. ↑  .   [2021-03-18]. （原始内容存档于2018-06-26）.